# Natsumy Millones
Natsumy Millones Bugueño (Coquimbo, Chile; 1 de enero de 2007) es una futbolista chilena. Juega de delantera y su equipo actual es Coquimbo Unido de la Primera División de Chile. 

## Trayectoria
En 2019, empezó su carrera en el equipo femenino de Coquimbo Unido a la edad de 12 años, integrándose a las divisiones inferiores del conjunto pirata.
Durante la temporada 2021 del Ascenso Femenino hace su debut a nivel profesional con la camiseta aurinegra, marcando un doblete ante San Marcos de Arica en la victoria por 9-0 como locales.
En el año 2022, Millones anota dos goles en la semifinal de vuelta contra Deportes Temuco, instancia en que las aurinegras ganaron por 3-1 en el Complejo Las Rosas, tras empatar 1-1 en la ida. Este resultado les permitió el ascenso a la Primera División, además de acceder a la final del torneo, venciendo a Cobresal por 4-1. Debido a esa campaña, fue elegida como mejor jugadora del Ascenso Femenino en los Premios Futfem organizados por Redgol y Contragolpe.
El 8 de marzo de 2023 se convierte en la primera futbolista de Coquimbo Unido contratada como profesional, marcando un hito histórico.
En agosto de 2024 sufrió un corte de ligamentos cruzados, por lo que tuvo que mantenerse fuera de las canchas hasta el fin del torneo.  En febrero de 2025, Millones tuvo que ser operada del cerebro tras desvanecerse en un entrenamiento. Volvió a las canchas el 17 de agosto del mismo año, en la victoria por 5-0 de Coquimbo Unido ante Deportes Recoleta, donde además anotó un gol. 

## Selección nacional
Durante el 2022 es llamada a la selección sub-17 de Chile. En dicho año, disputó el Campeonato Sudamericano que se desarrolló en Uruguay, anotando ante las charrúas. La selección finalmente terminó clasificando a la Copa Mundial Femenina de Fútbol Sub-17 de 2022, del cual Millones fue parte. 
En 2024, vuelve a disputar un Sudamericano con la sub-17, esta vez en Paraguay, donde Chile quedó eliminado en Primera Fase.

## Clubes
| Club           | País  | Año           |
| -------------- | ----- | ------------- |
| Coquimbo Unido | Chile | 2021-presente |

## Palmarés

### Campeonatos nacionales
| Título             | Equipo         | Año  |
| ------------------ | -------------- | ---- |
| Primera B Femenina | Coquimbo Unido | 2022 |